# نيك باس
نيك باس (بالإنجليزية: Nick Buss)‏ هو لاعب كرة قاعدة أمريكي، ولد في 15 ديسمبر 1986 في ساوثفيلد في الولايات المتحدة.

## وصلات خارجية
- نيك باس على موقع دوري كرة القاعدة الرئيسي (الإنجليزية)
- نيك باس على موقعبيزبول رفرنس.كوم (الدوري الرئيسي) (الإنجليزية)
- نيك باس على موقعبيزبول رفرنس.كوم (الدوري الثانوي) (الإنجليزية)
- نيك باس على موقع إي إس بي إن.كوم (أم.أل.بي) (الإنجليزية)
- نيك باس على موقع مشجعي الرسوم البيانية (الإنجليزية)